# 龔鯤 (順治進士)
龔鯤，字扶萬，清朝政治人物。湖廣鍾祥縣（今湖北钟祥市）人。

## 生平
龔鯤爲順治十二年（1655年）乙未科進士。康熙二年（1663年），任江南省寧國府知府。入祀八賢祠。